# Гвоздики ланцетні
Гвоздики ланцетні, гвоздика ланцетна (Dianthus lanceolatus) — вид квіткових рослин з родини гвоздикових. Раритетний вид рослин, занесений до Європейського Червоного списку.

## Опис
Це багаторічна рослина 40–75 см заввишки. Стебла внизу запушені, зверху голі. Чашечки 17–25 мм завдовжки, вгору звужені. Пластинки пелюсток білувато-жовті. Цвітіння: червень — липень.
Цвітіння відбувається протягом червня — липня.

## Поширення
Ареал охоплює степову смугу України, півдня Росії та частину Кавказу.
В Україні вид росте на степах і схилах, часто кам'янистих — на півдні Лісостепу, у Степу та в Криму, як правило. Спорадично трапляється в Кіровоградській, Дніпропетровській, Запорізькій, Миколаївській та Одеській областях.

## Охорона
Раритетний вид рослин, занесений до Європейського Червоного списку (охоронна категорія: невизначений вид).
В Україні вид перебуває також під охороною — він занесений до переліків регіонально рідкісних рослин Дніпропетровської, Запорізької та Одеської областей..
Основними негативними факторами є руйнування місць зростання (кам'янистих відслонень та прилеглих до них степових ділянок), їх господарське використання та надмірне рекреаційне навантаження.
Гвоздика ланцетна як елемент біорізноманіття охороняється в Дніпровсько-Орільському природному заповіднику, Національному заповіднику «Хортиця» та ряді інших природно-заповідних об'єктів України.